# Grand Prix Wolber
Der Grand Prix Wolber war ein französisches Radrennen, das in den 1920er Jahren stattfand. Das Rennen galt als „inoffizielle Weltmeisterschaft“, zu dem die jeweils drei Podiumssieger der wichtigsten französischen, italienischen, Schweizer und belgischen Rennen geladen wurden. Mit der Einführung der Profi-Straßenweltmeisterschaft im Jahr 1927 verlor das Rennen an Bedeutung. Nach 1931 wurde das Rennen ausschließlich für junge französische Nachwuchsfahrer ausgerichtet und 1950 zum letzten Mal ausgetragen.
Benannt war der GP nach dem Fahrradproduzenten Wolber, der 1972 von Michelin aufgekauft wurde.

## Palmarès
- 1922  Heiri Suter
- 1923  Émile Masson sen.
- 1924  Costante Girardengo
- 1925  Heiri Suter
- 1926  Francis Pélissier
- 1927  Alleluia Team
Pierre Magne, Antonin Magne, Marius Gallottini, Julien Moineau, Andrè Devauchelle, Andrè Canet, Arsène Alancourt
- 1928  Julien Vervaecke
- 1929  Alfred Haemerlinck
- 1930  Georges Ronsse
- 1931  Romain Gijssels